# カプクレ
カプクレ（Kapıkule）は、トルコ・エディルネ県にある、ブルガリアとの国境の町である。エディルネから10kmの所にある。ブルガリア側の町はカピタン・アンドレエヴォ（Капитан Андреево）である。この国境は、世界で2番目に通過者の多い国境であり、ヨーロッパでは1番目である。 
カプクレはトルコ国道D100および欧州自動車道路E80号線沿いにあり、ヨーロッパとトルコより東の国との間の物流の重要な通過点となっている。また、日本の東京都から始まるアジアハイウェイ1号線(AH1)は、トルコ国内ではE80号線と重複しており、カプクレの国境が終点となっている。 
1971年に開業したカプクレ駅は町の北に位置し、国境を鉄道で通過する多くの貨物を取り扱っている。 
東欧革命以前、1980年代にブルガリア人民共和国が行ったブルガリア同化政策から逃れるため、多くのトルコ系住民がこの国境からトルコへ脱出した。 

## 国境検問所
年間で40万台の車輛と400万人の旅客がこの国境を通過し、これはトルコの陸上の国境の総通過量のうち車輛で35%、旅客で42%を占める。増大する国境通過の需要に応じるため、トルコ商工会議所・商品取引所連合(TOBB)は、BOT方式により1億3200万トルコリラをかけて国境検問所を改修し、20年間事業を行う契約を2007年8月に政府と交わした。 
新しい国境検問所は2009年から使用を開始した。入国向けに乗用車用13車線・トラック用5車線、出国向けに乗用車用7車線、トラック用6車線のゲートを有する。ICカード、監視カメラ、X線によるトラックの荷台のチェックシステムなどのハイテク設備が使用されている。また、ファーストフード店、免税店、アウトレットモール、スーパーマーケット、銀行などの商業施設もある。289050m2の国境検問所の敷地のうち、15000m2が商業エリアとなっている。